# William James Entwistle
William James Entwistle (1896 - 1952), hispanista y cervantista inglés.

## Biografía
Catedrático de la universidad de Oxford, en esta sucedió en la Cátedra Alfonso XIII a Salvador de Madariaga. Es autor de un completísimo estudio sobre el ciclo artúrico en las letras españolas, The Arturian Legend in the Literatures of the Spanish Peninsula (Londres, 1925). Publicó además The Spanish Language (1936), una visión de conjunto de las lenguas peninsulares; European Balladry (1939), una biografía interpretativa, Cervantes (1940) y algunos capítulos en Spain, a Companion to Spanish Studies (1929) y en el Handbook to the Study and Teaching of Spanish.
- Datos: Q2579416